# Академія Каррара
 Академія Каррара (італ. L'Accademia Carrara) — провінційний музей мистецтв з картинною галереєю і Академія мистецтв в місті Бергамо, Італія.

## Історія виникнення
Виникнення музею пов'язують з заповітом мецената і колекціонера графа Джакомо Каррара. Умовно датою заснування беруть 1796 рік. Його спадком управляли назначені комісари. Для збірок графа у 1810 р. побудували нове приміщення в стилі класицизм, що є головною спорудою музею (проект архітектора Симона Еліа).
Ще за життя Джакомо Каррара у 1793 р. також була заснована Школа малюнку та живопису, що пізніше перетворили на Академію. Подібний заклад мала і Пінакотека Брера в Мілані в період свого заснування.

## Головні відділи

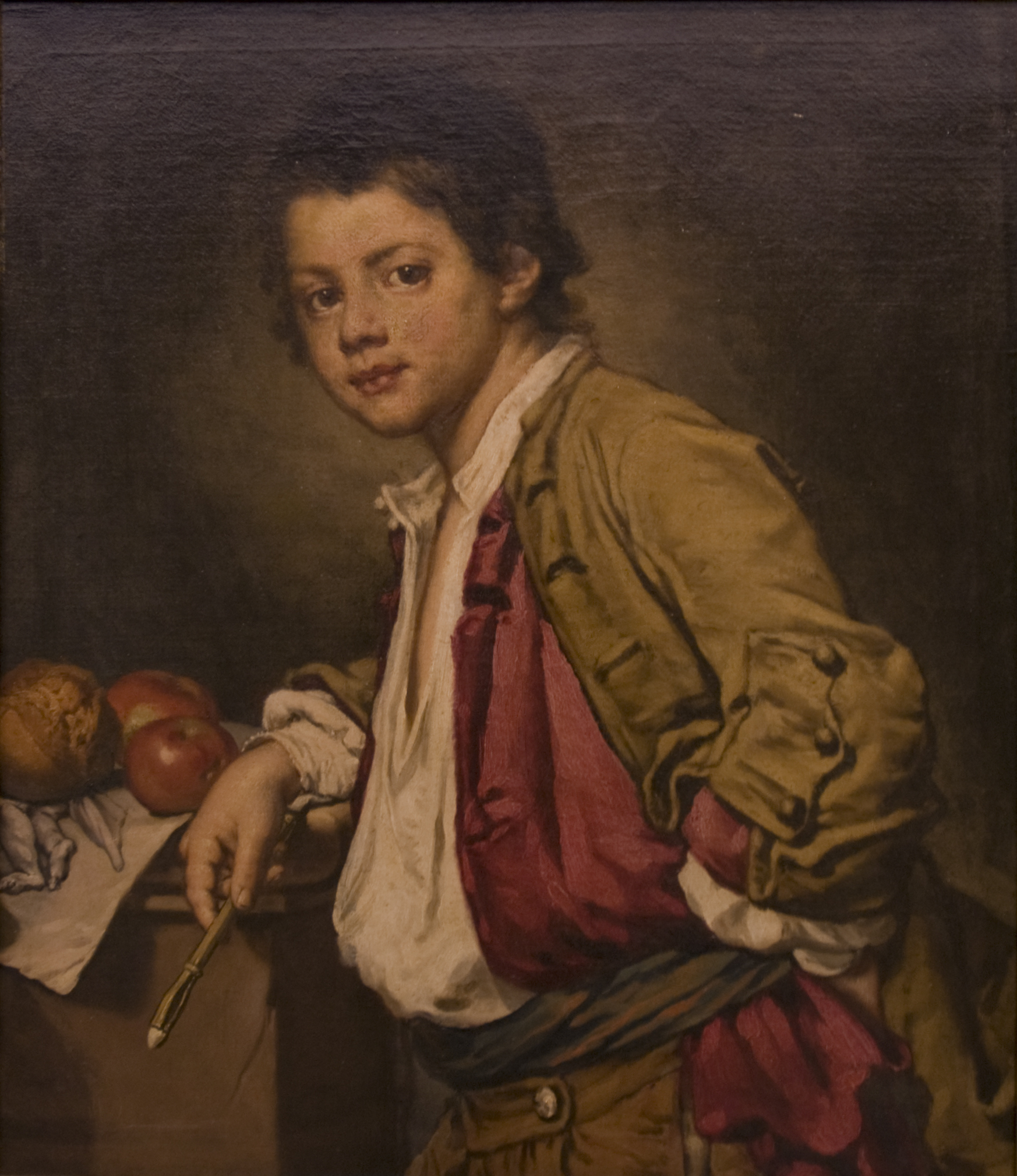
Вітторе Гісланді, Юний художник, 1732

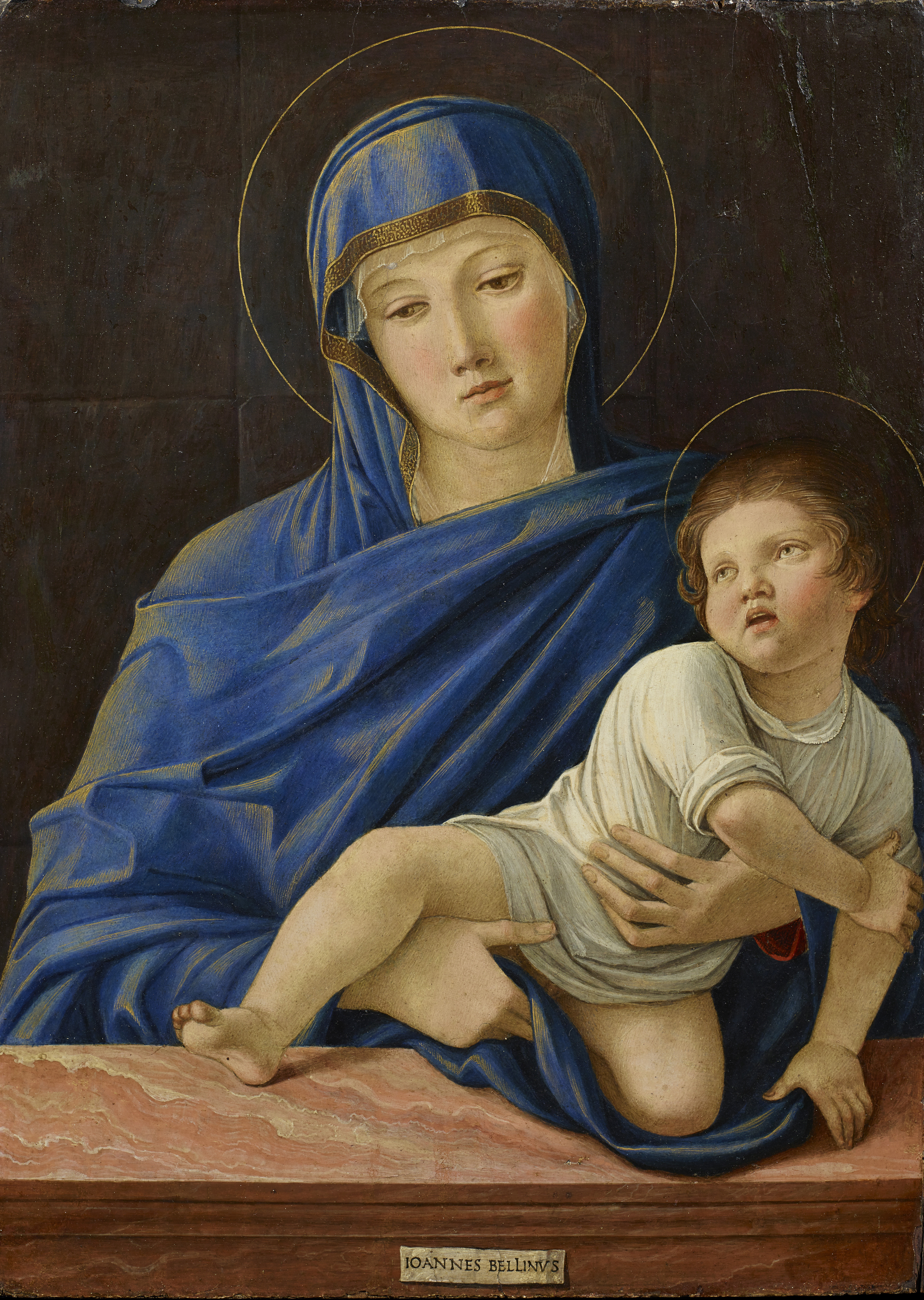
Джованні Белліні, Мадонна з немовлям, бл. 1475

Збірка охоплює період з 15 по 20 століття. Але це не тільки збірка картин. В складі музею також
- відділ гравюр і малюнків;
- відділ меблів;
- відділ порцеляни;
- відділ витворів з бронзи;
- колекція медалей;
- галерея картин майстрів 20 століття

Академія Каррара відома перш за все картинною галереєю, де є
- Альвізе Віваріні
- Карло Крівеллі
- Вітторе Карпаччо
- Перуджино
- Себастьяно дель Пьомбо
- Альбрехт Дюрер
- Скорель
- Сандро Ботічеллі
- Рафаель Санті
- Джованні Белліні
- Паріс Бордоне
- Марко Базаіті
- Мантенья
- Мороні
- Лоренцо Лотто
- Парміджаніно
- Вітторе Гісланді
- Еварісто Баскеніс
- Давид Тенірс Старший
- Юдит Лейстер
- Каналетто
- Тьєполо
- Франческо Гварді тощо.

## Вибрані твори

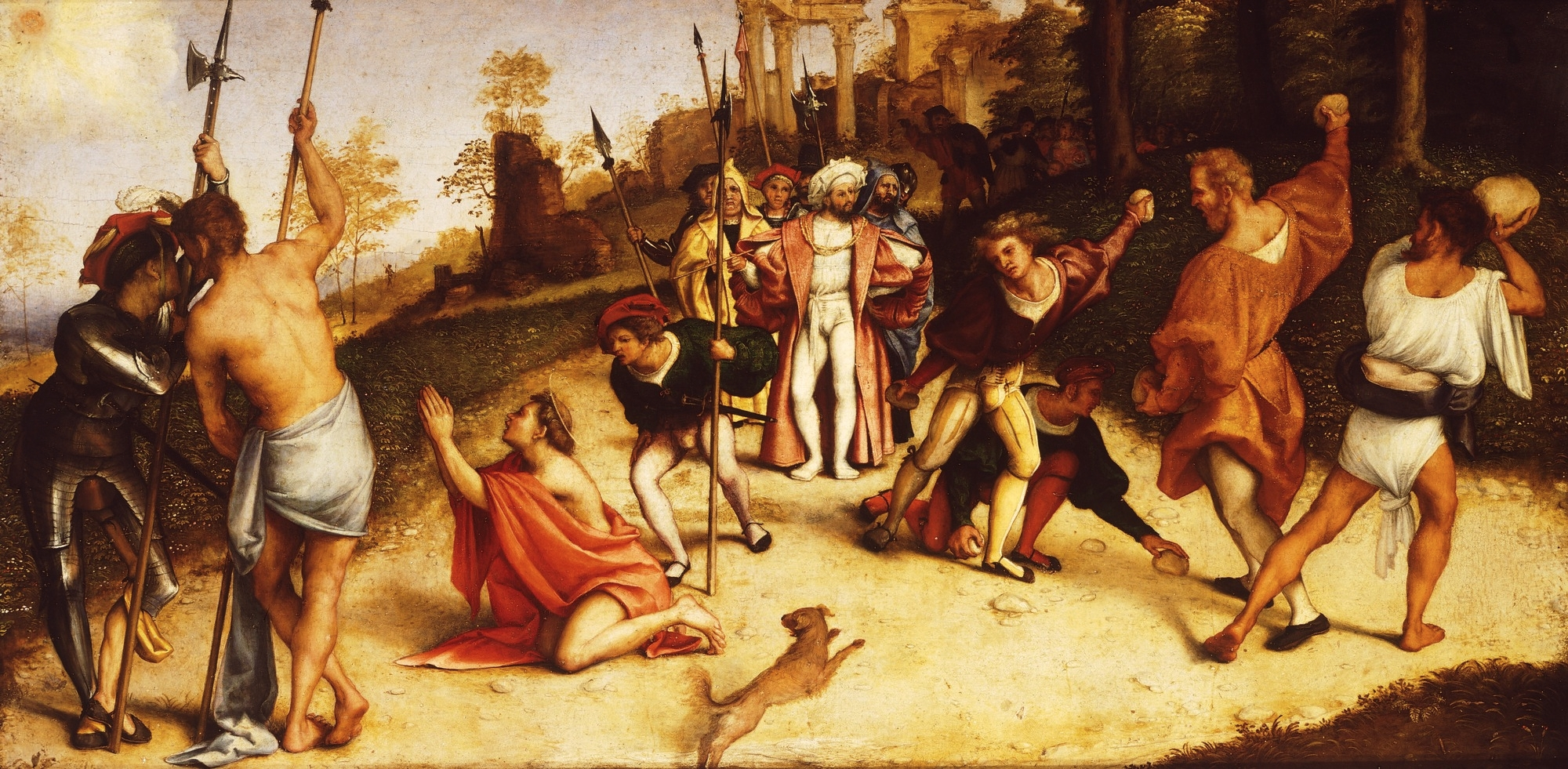
Лоренцо Лотто. «Страта Св. Стефана засобом побиття камінням», 1516 р., стулка від вівтаря Мартиненго.

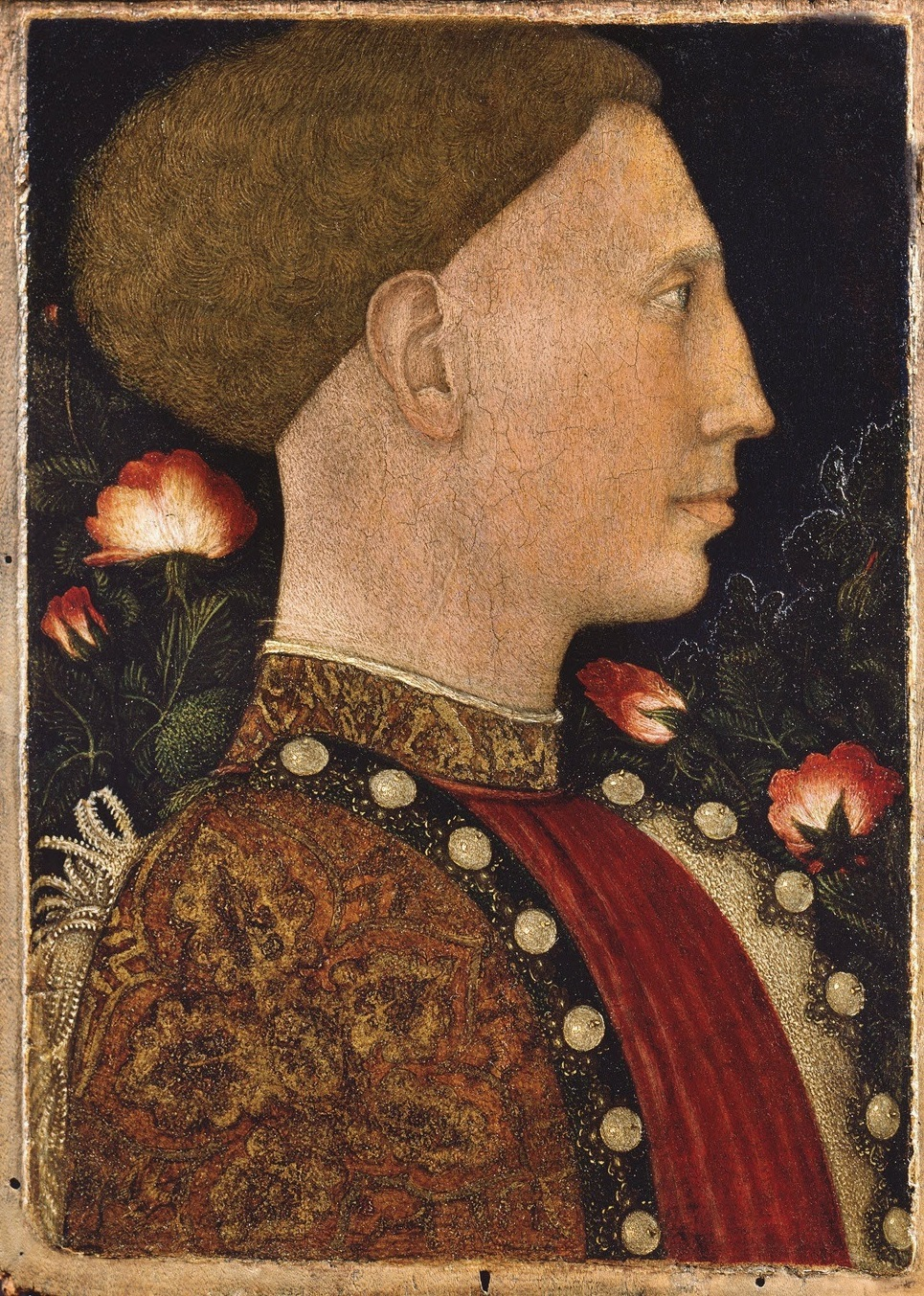
Пізанелло,Портрет Леонелло д'Есте
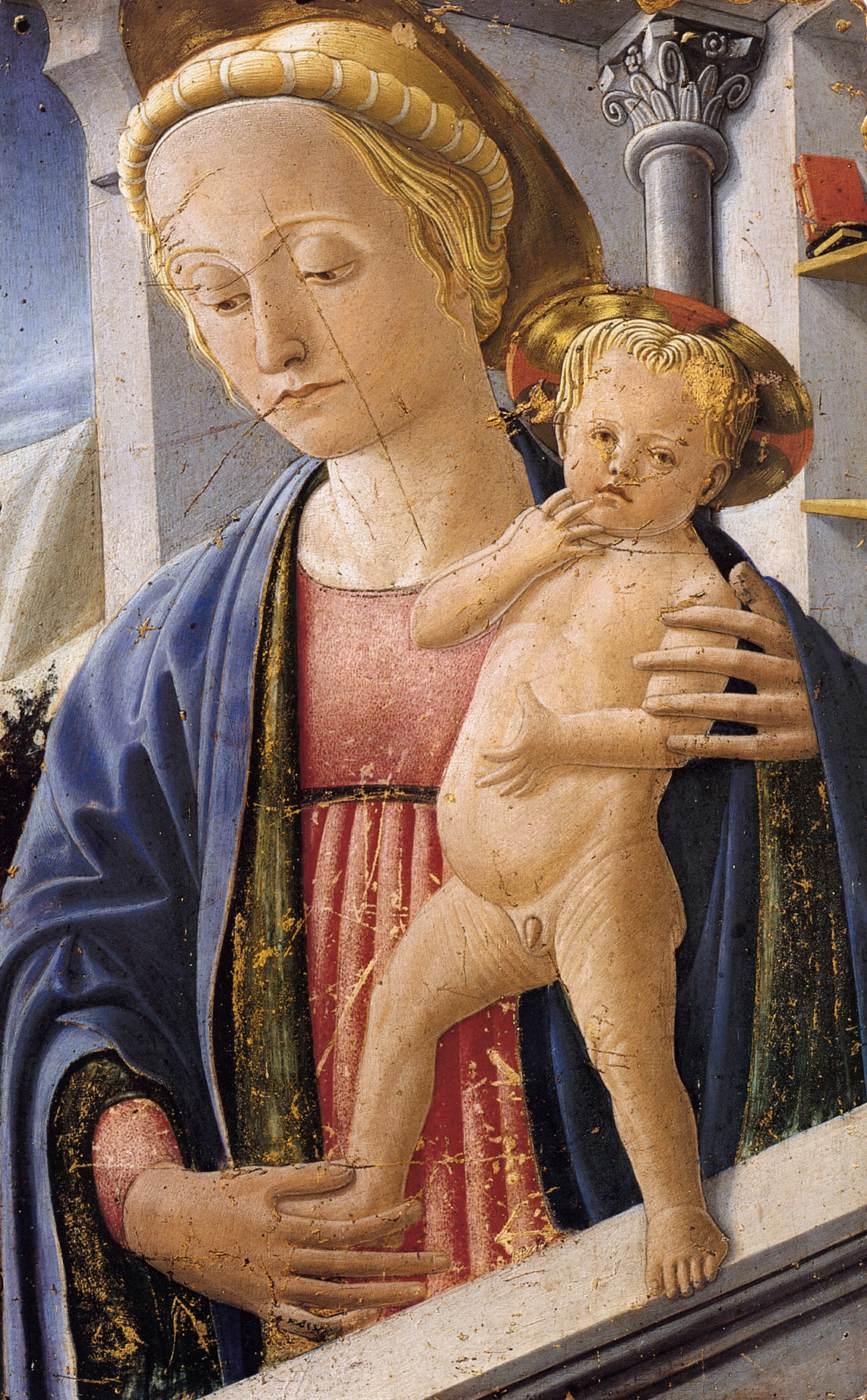
Фра Карневале. «Мадонна з дитям», 1440-і рр.
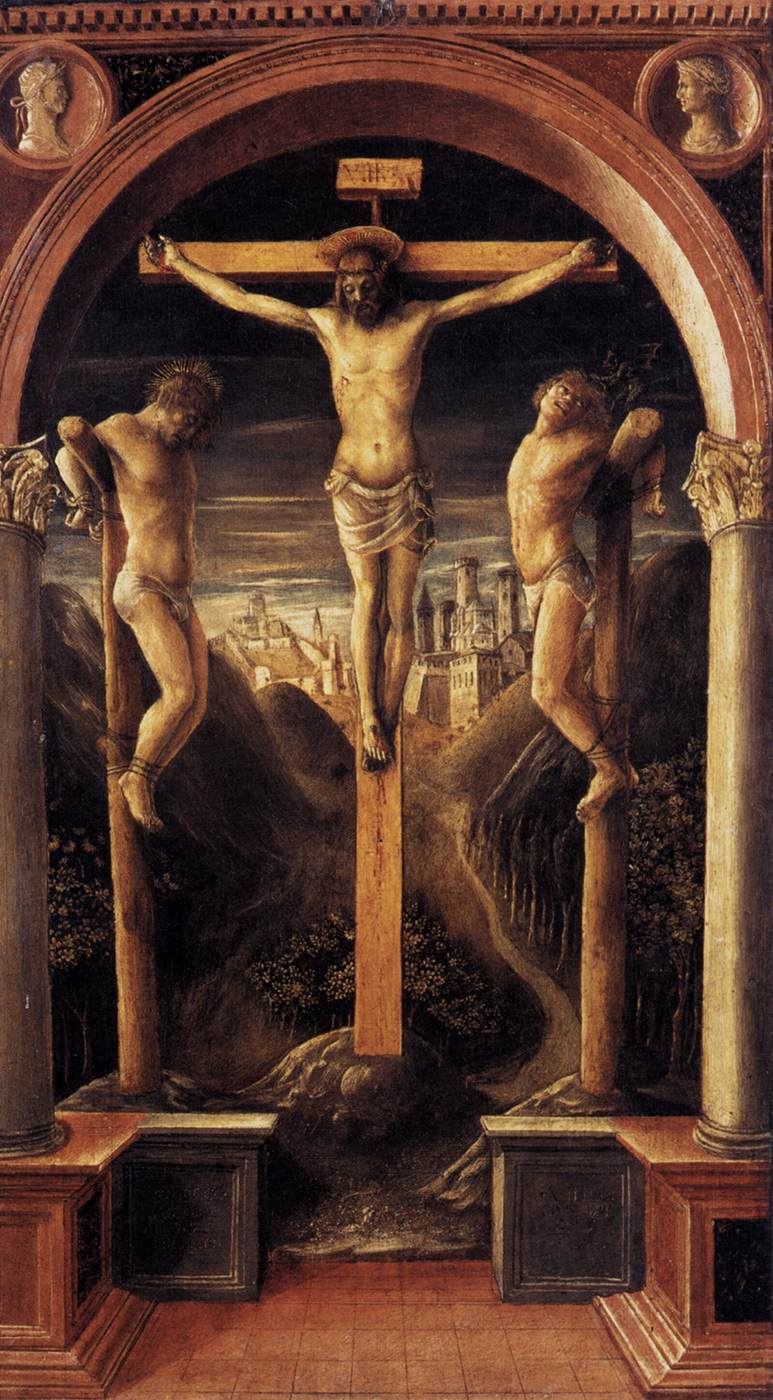
Вінченцо Фоппа. «Розп'яття Христа», 1456 р.
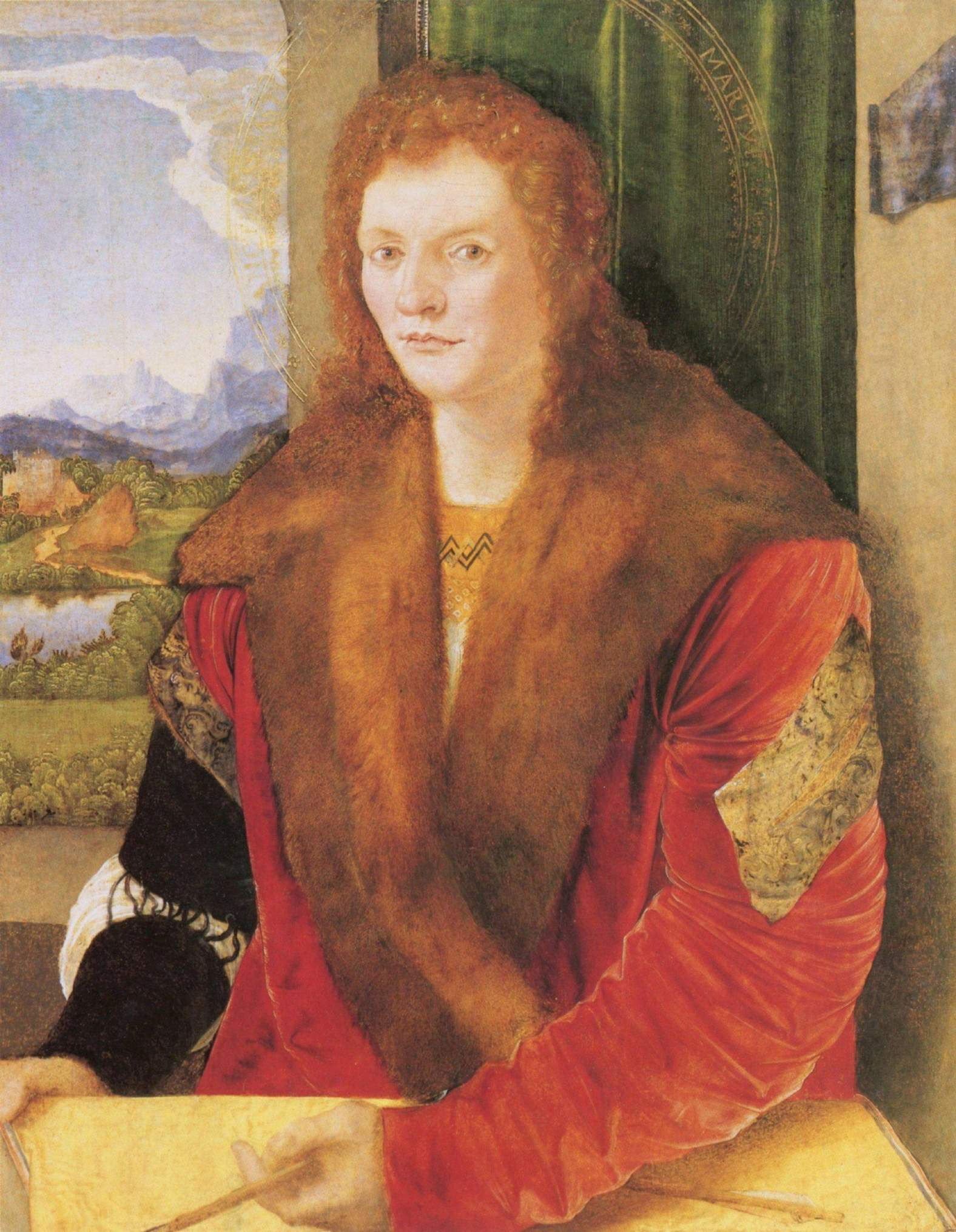
Альбрехт Дюрер, «Портрет невідомого»
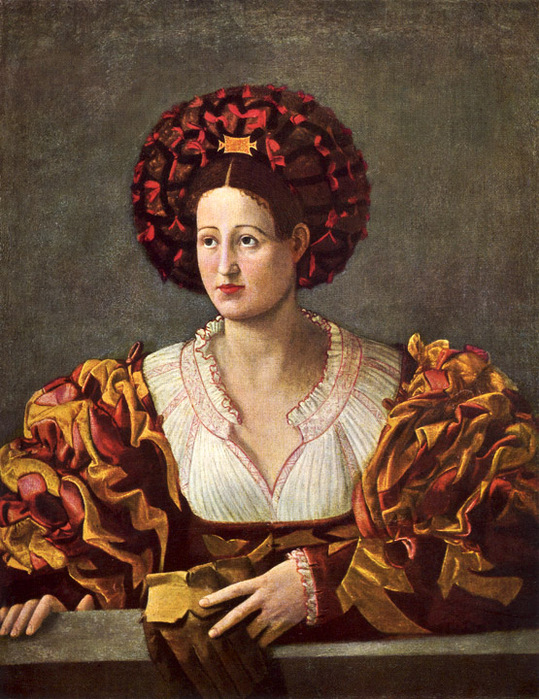
Паоло Морандо. «Портрет шляхетної пані», Академія Каррара, Бергамо, до 1520 р.
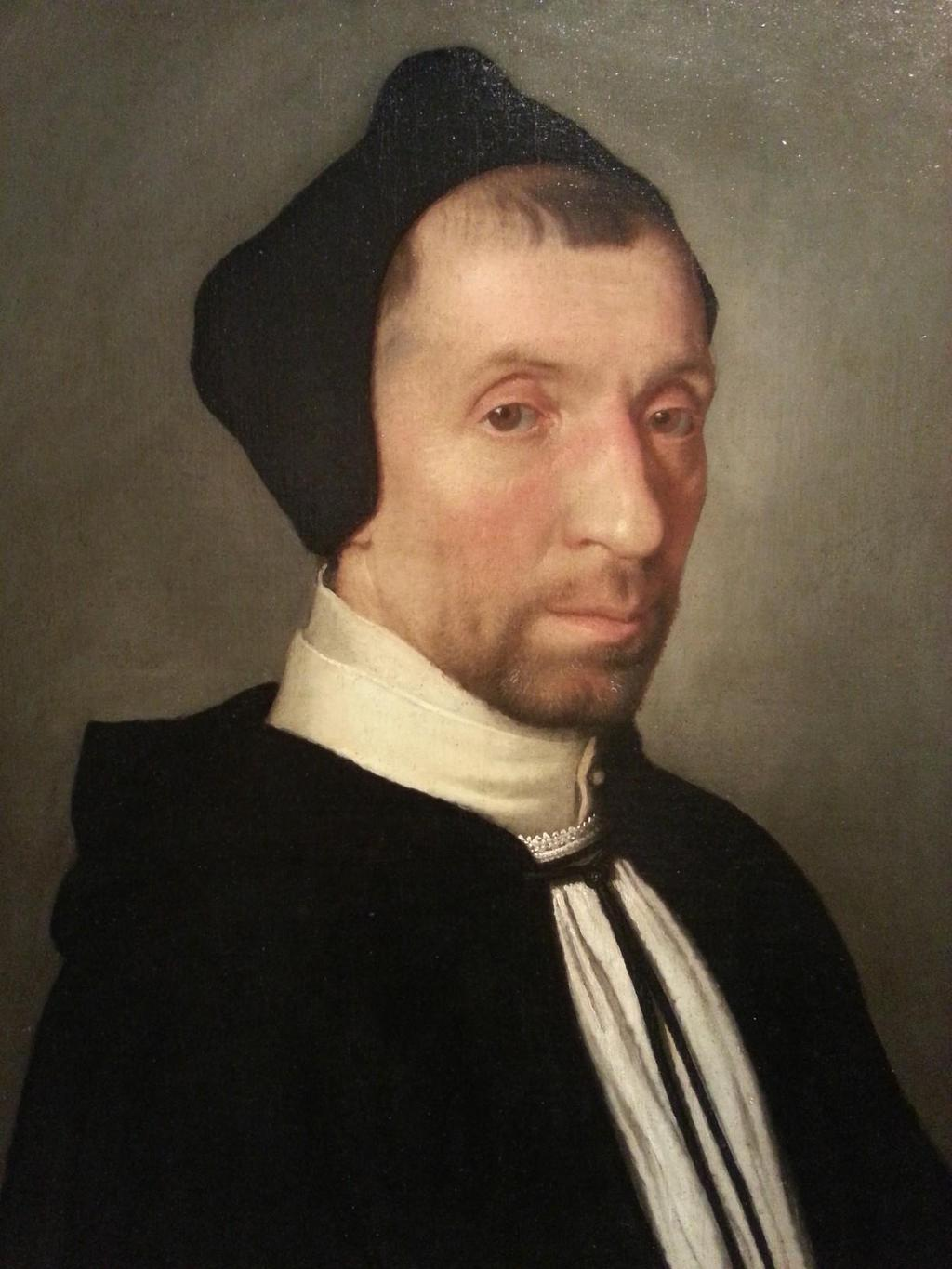
Джованні Баттіста Мороні. Портрет Джан Кризостомо Занчі, бл. 1566 р.
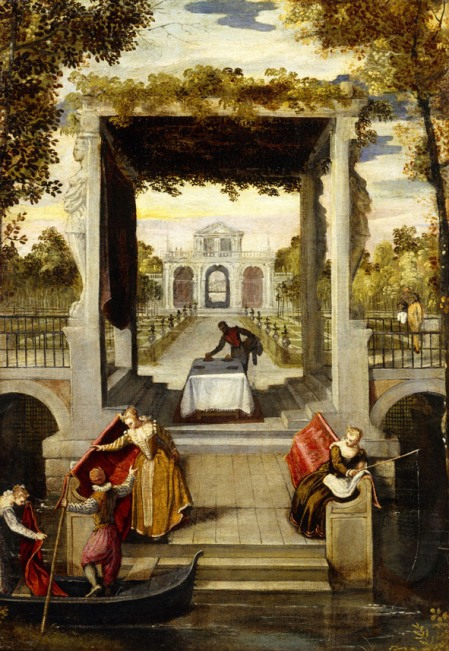
Бенедетто Кальярі. «Садок венеційської вілли», до 1580 р.
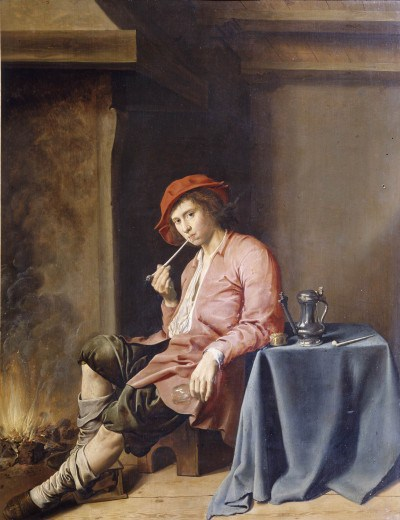
Ян Мінзе Моленар. «Хлопець з люлькою», 1630-і рр.
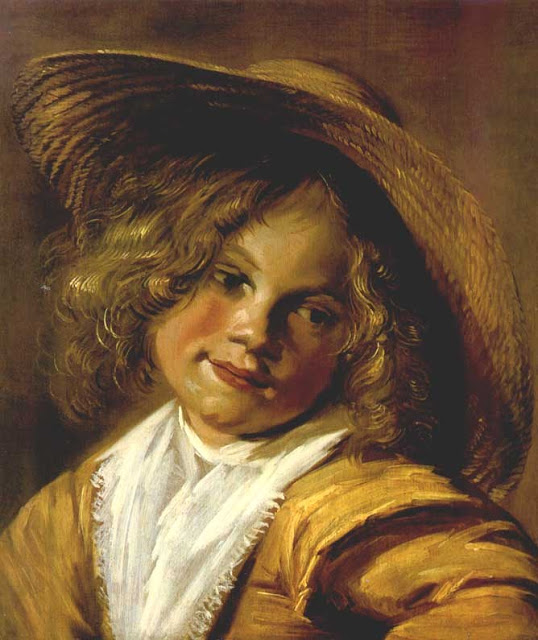
Юдит Лейстер, «Дівчинка в солом'яному капелюшку», 1640 р.
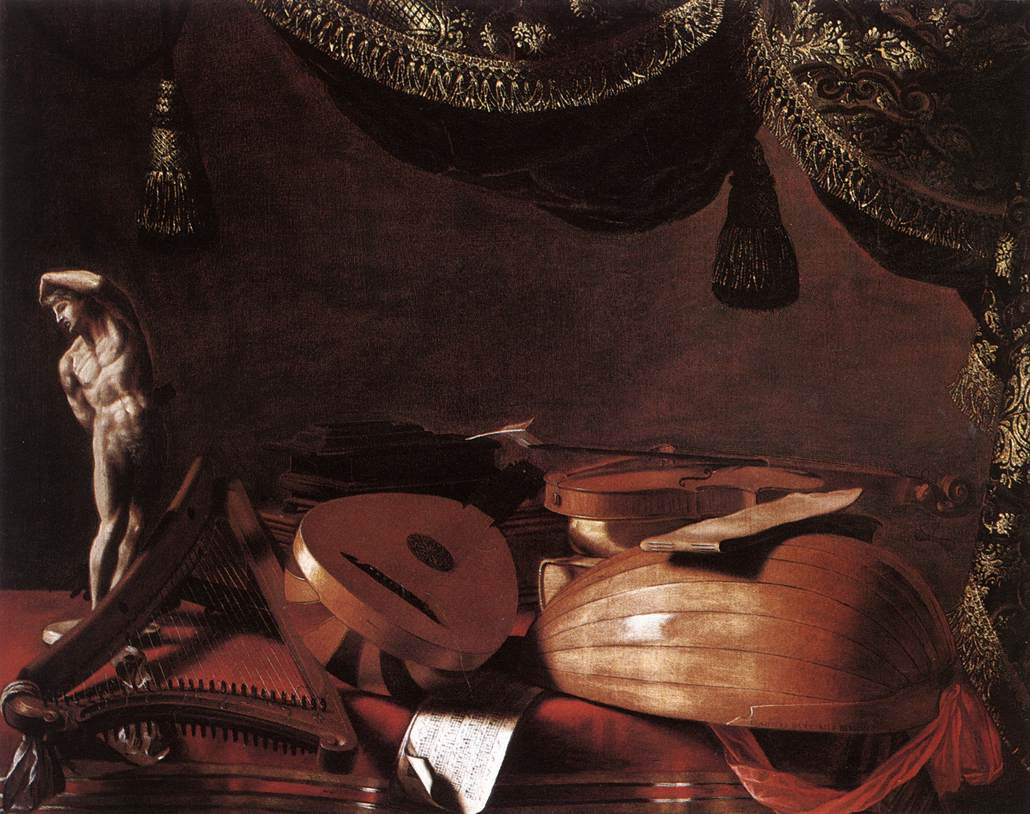
Еварісто Баскеніс. «Натюрморт з музичними інструментами і кабінетною скульптурою», бл. 1645 р.
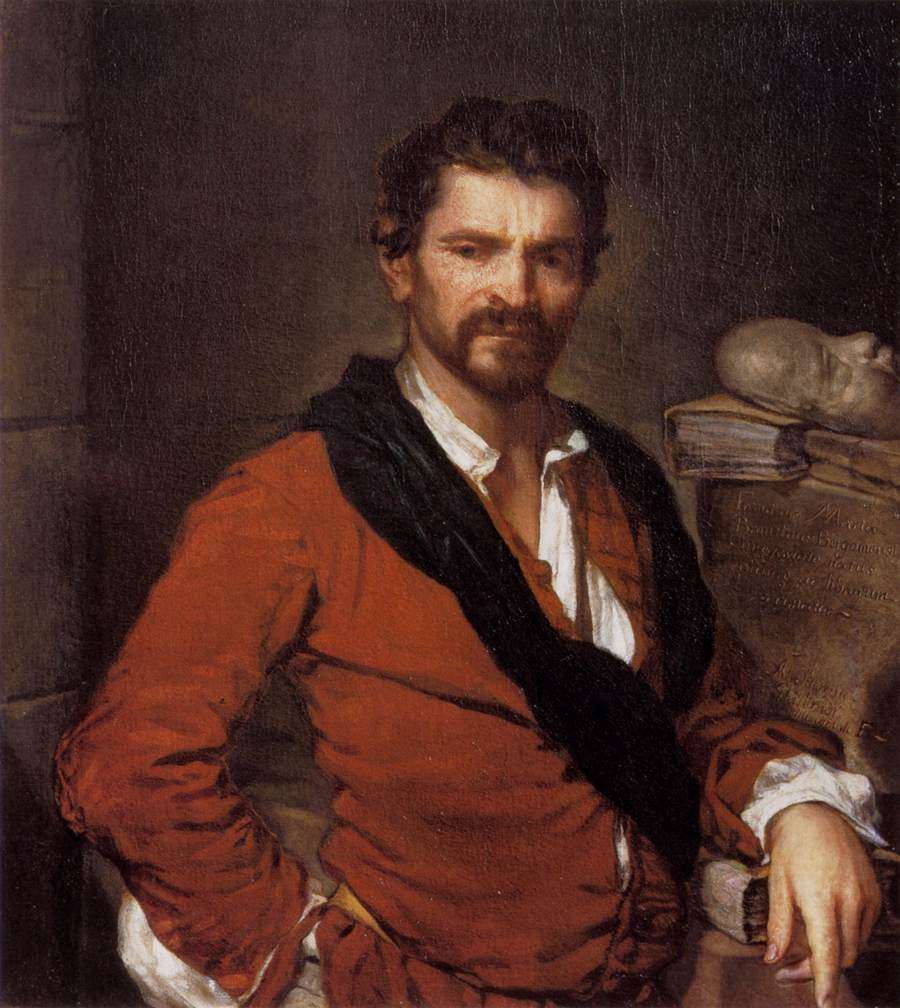
Вітторе Гісланді. «Франческо Брунтіно», 1737 р.
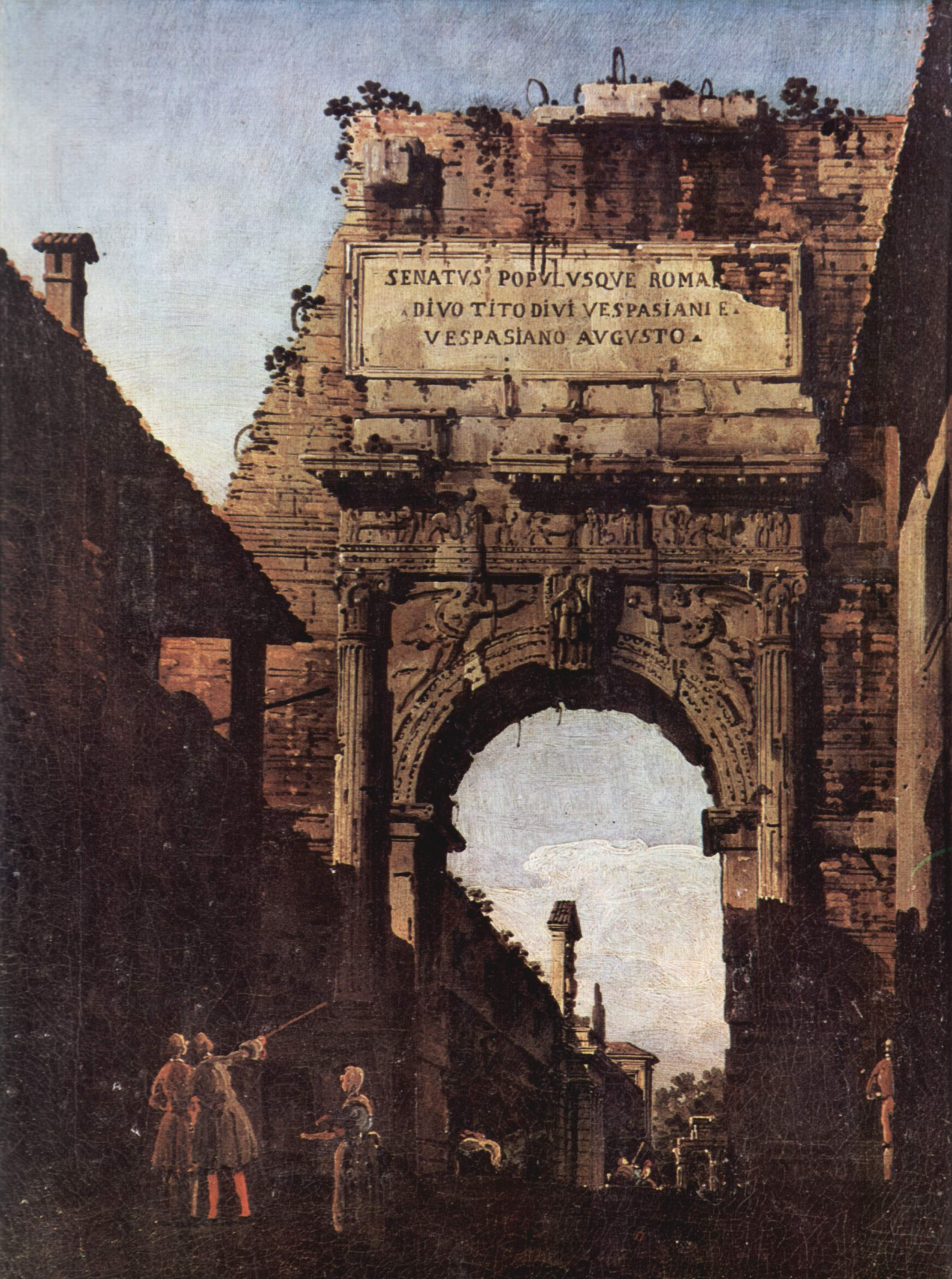
Каналетто, «Арка імператора Тіта в Римі», 1744 р.

## Галерея сучасних майстрів

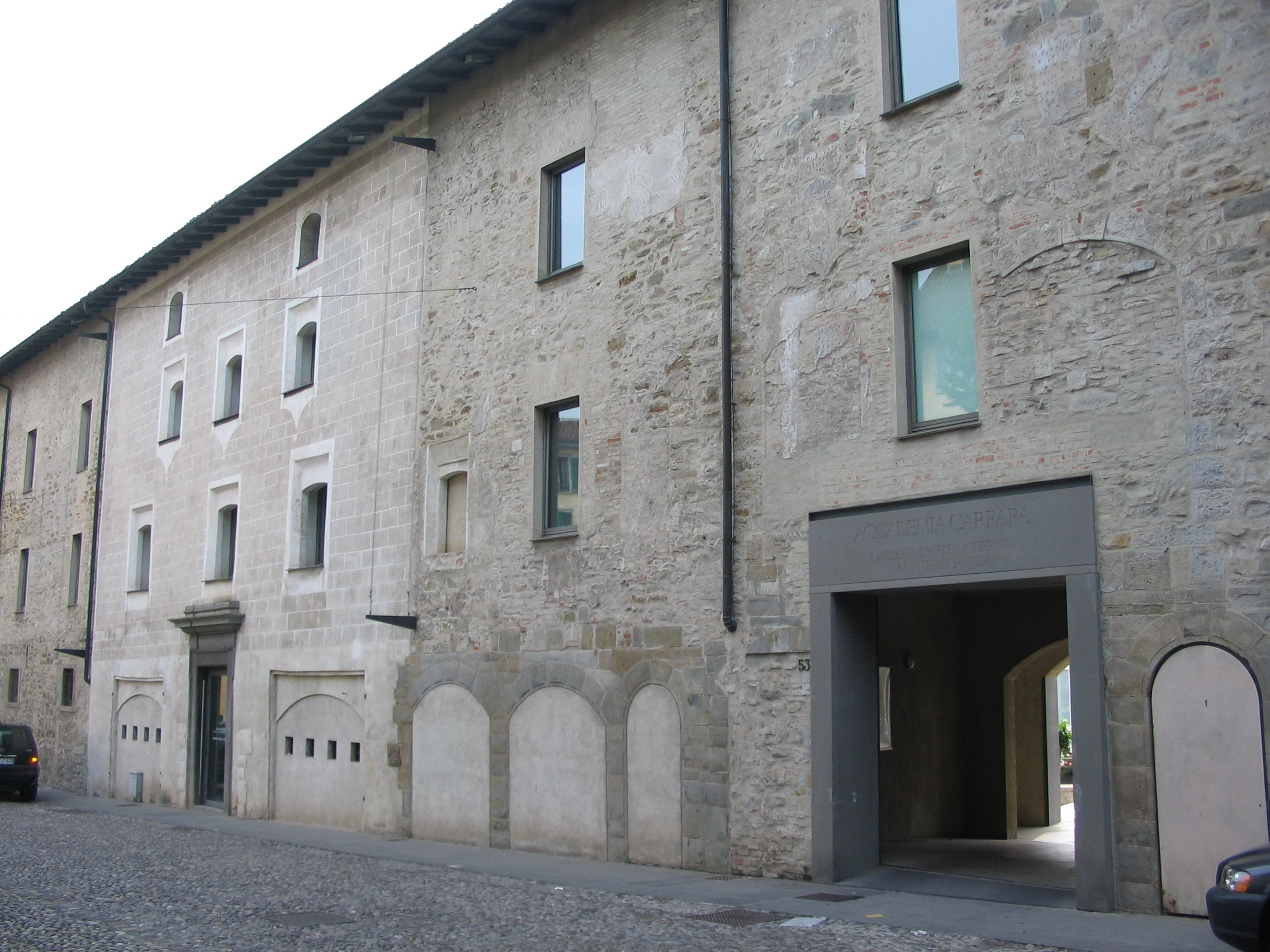
Реставрований монастир з Галереєю сучасних майстрів, Бергамо.

З 1991 р. до музею додали Галерею сучасних майстрів, яку розмістили неподалік від головної споруди в реставрованих приміщеннях колишнього монастиря. Политика придбань і дарунків дала змогу відкрити подібну галерею, де є:
- Умберто Боччоні (1882–1916)
- Массімо Кампільї (1895–1971)
- Джорджо де Кіріко (1888–1978)
- Василь Кандінський (1866–1944)
- Джакомо Манцу (1908–1991)
- Джорджо Моранді (1890–1964) тощо.